# Aitor Agirre
Aitor Agirre Uriarte (Sondica, Vizcaya, 11 de noviembre de 1949) es un futbolista retirado español. Jugó de delantero en tres equipos distintos en Primera División (Burgos, Racing y Athletic Club). Se trataba de uno de esos delanteros correosos, cuyo fuerte era el remate de cabeza.
El 28 de septiembre de 1975 lució un brazalete negro durante el partido que le enfrentaba al Elche en memoria de varios militantes del FRAP ejecutados por el régimen de Franco. El jugador fue sancionado con una multa de 100 000 pesetas.

## Trayectoria
Comenzó a destacar en Tercera División jugando en las filas del Sestao Sport. Finalmente, en febrero de 1970, Aitor Aguirre fue fichado por el Sevilla FC. El jugador vasco llegó a debutar con el Sevilla en algún partido amistoso, pero no llegó a jugar con los sevillistas en ningún partido oficial. Durante su etapa como sevillista fue objeto de sucesivas cesiones. Primero fue cedido al Córdoba CF durante lo que restaba de la temporada 1969-70. Luego durante la temporada 1970-71 fue integrado en la plantilla sevillista, pero no llegó a jugar en Liga en todo el año. Además finalizó la temporada siendo cedido a la UP Langreo para que reforzara al equipo asturiano en la promoción por la permanencia en Segunda. Durante la temporada 1971-72 fue cedido al Burgos CF, equipo que se estrenaba en la Primera División Española. Aitor Aguirre debutó con los burgaleses en Primera división. Esa temporada jugó 21 partidos y marcó 4 goles.
La temporada 1972-73 comenzó la vinculación de Aguirre con Real Santander (nombre que tenía oficialmente el Racing en aquella época). Durante las 5 temporadas que jugó con los cántabros, entre 1972 y 1977, Aguirre alcanzó sus mejores resultados. Aguirre marcó 68 goles en 182 partidos con los santanderinos y se convirtió en uno de los ídolos de la afición racinguista. Debutó con el Racing en Segunda división y en su primera temporada logró el ascenso. Tras descender de categoría, a la temporada siguiente el Racing logró el ascenso en la temporada 1974/75, marcando Aguirre 17 goles. En la temporada 1975/76, de nuevo en Primera División, logró marcar 18 dianas y se convirtió en el segundo máximo goleador de la Liga Española, empatado con Leivinha del Atlético de Madrid y solo por detrás de Quini.
El 28 de septiembre de 1975 al día siguiente de los últimos fusilamientos del franquismo de los tres miembros del FRAP José Luis Sánchez Bravo, José Baena Alonso y Ramón García Sanz y dos de ETA , Ángel Otaegui y Juan Paredes «Txiki» Manot, durante la celebración del partido en el que competían el Racing de Santander y el Elche Club de Fútbol. Dos futbolistas del Racing, el vizcaíno Aitor Agirre y el valenciano Sergio Manzanera, realizaron un gesto sencillo pero sumamente peligroso, y saltaron al campo con un delgado cordón negro en las mangas de sus camisolas. Al principio nadie se dio cuenta del simbólico duelo de los dos jugadores por los fusilamientos del día anterior, pero con el correr del enfrentamiento desde las gradas comenzaron a sonar pitidos de protesta en contra de ambos jugadores a medida que las emisoras de radio y parte del público iba tomando conciencia de la motivación. Al descanso, la policía entró en el vestuario y con amenazas conminó a Sergio y a Aitor a despojarse de los brazaletes. La segunda parte del encuentro ya jugaron sin ellos y el público futbolero santanderino relajó el fervor patriótico.
No obstante, en los días siguientes, ambos fueron multados con la cantidad nada desdeñable de 100 000 pesetas de la época, además de recibir sendas y variadas amenazas de muerte por parte de grupos de extrema derecha.
En el verano de 1977, Aitor Agirre fue fichado por el Athletic Club a cambio de un traspaso de 20 millones de pesetas. Así, Agirre llegó, por fin, al equipo más representativo de su tierra, por el que ya había estado a punto de fichar en varias ocasiones. Su fichaje estuvo dentro de la denominada Operación Retorno, en la que el club bilbaíno trajo a varios de los mejores jugadores que jugaban fuera del País Vasco o Navarra. Sin embargo, su paso por el Athletic fue más bien discreto. Estuvo tan solo dos temporadas, en las que jugó 35 partidos y marcó 10 goles. Declarado trasnsferible, fue traspasado al Recreativo de Huelva donde jugó las temporadas 1979/80 y 1980/81 en Segunda división. Por último acabó su carrera jugando en Segunda división B, en el mismo Sestao Sport donde había iniciado su carrera.
Desde su retirada en 1984 se ha dedicado al mundo de la restauración. Es desde 1988 propietario del Asador Aitor, situado en la localidad vizcaína de Guecho.

## Selección nacional
Llegó a ser internacional Sub-23, pero no llegó a ser convocado por la selección absoluta.
Jugó un partido internacional amistoso con la selección de Euskal Herria, ante la selección de la URSS, el 2 de marzo de 1978. 

## Clubes
| Club                 | País   | Año       |
| -------------------- | ------ | --------- |
| Sestao Sport         | España | 1968-1970 |
| Córdoba CF           | España | 1970      |
| Sevilla FC           | España | 1970-1971 |
| UP Langreo           | España | 1971      |
| Burgos CF            | España | 1971-1972 |
| Racing de Santander  | España | 1972-1977 |
| Athletic Club        | España | 1977-1979 |
| Recreativo de Huelva | España | 1979-1981 |
| Sestao Sport Club    | España | 1981-1984 |